# 东方宽蛛蟹
东方宽蛛蟹（学名：Eurynome orientalis）为蜘蛛蟹科宽蛛蟹属的动物。分布于日本、澳大利亚，包括东海等海域，生活环境为海水，常栖息于水深65-140米的泥沙或具贝壳海底。
其种加词“orientalis”意为“东方的”。